# Godavari Oriental (distrito)
O distrito de Godavari Oriental é um dos 23 distritos do estado indiano de Andra Pradexe. Tem uma área de 2.560,7 km².
Segundo o censo de 2011, este distrito tinha uma população de 1.832.332 habitantes e uma densidade populacional de 720 habitantes/km².
A sua capital é Kakinada.